# Overslag
Para a cidade que fica em Wachtebeke, Bélgica veja Overslag
Overslag (51° 12′ N, 3° 53′ L) é uma cidade dos Países Baixos, na província de Zelândia. Overslag pertence ao município de Terneuzen, e está situada a 36 km sudeste de Flessingue.
Em 2001, a cidade de Overslag tinha 113 habitantes. A área urbana da cidade é de 0.051 km², e tem 48 residências. 
A área de Overslag, que também inclui as partes periféricas da cidade, bem como a zona rural circundante, tem uma população estimada em 250 habitantes.